# Michigan-Ansatz

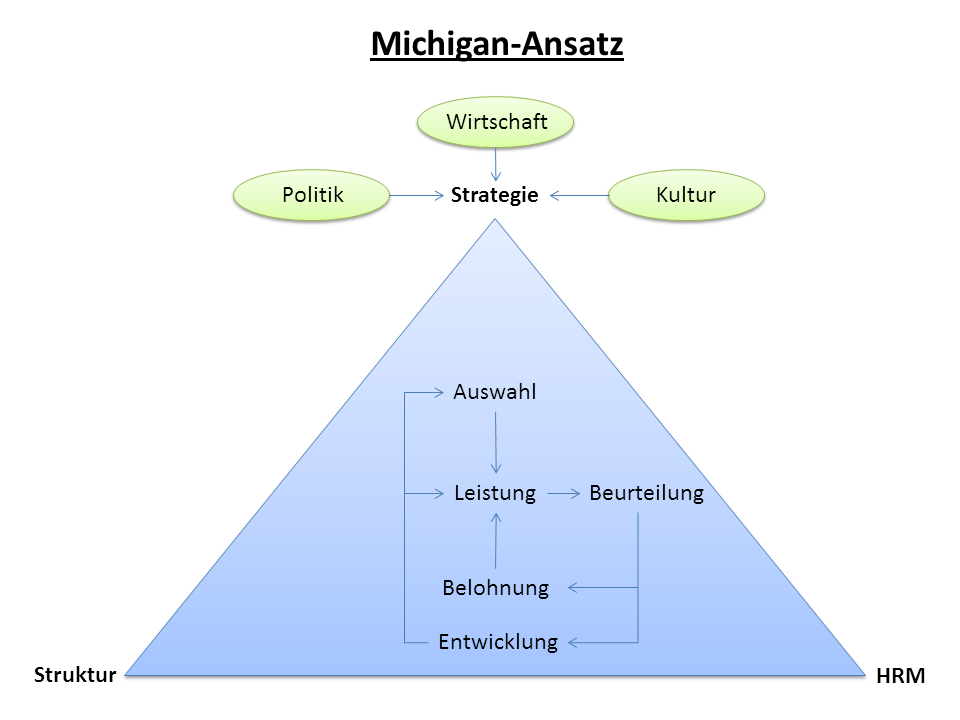

Der Michigan-Ansatz bzw. das Michigan-Konzept ist neben dem Harvard-Ansatz eines der wichtigen Konzepte im Bereich Human Resource Management (Personalwesen). Es trägt den Namen der University of Michigan, wo es 1982 entstanden ist. Hauptgedanke ist es, durch einen HRM-Zyklus die drei Felder des Unternehmens Organisationsstruktur, Unternehmensstrategie und Personalmanagement so miteinander zu verknüpfen, dass eine effiziente Personalbedarfsplanung und Personalsteuerung möglich werden.
Der HRM-Zyklus besteht aus: Personalauswahl, Leistungsbeurteilung, Belohnungs- und Anreizsystem sowie einer dynamischen Personalentwicklung.